# Международен стандартен транспортен стелаж
Международният стандартен транспортен стелаж е стандарт на NASA, приет в програмата на Международната космическа станция. Описва поддържаща структура („шкаф“ или „стелаж“), предназначена за поставяне в нея на стандартизирани модули („чекмеджета“) с произволно съдържание, и предлагаща стандартен набор от интерфейси за свързване.
МКС разполага с общо 37 стандартни места за МСТС, предназначени за научни цели, а също и с нестандартни места за специфичен хардуер.

## Описание
МСТС има вътрешен обем 1,571 м3. Висок е около 2 м, широк 1,05 м, и дълбок 85,9 см. Тежи 104 кг, и побира до 700 кг съдържание. Има на вътрешната си страна елементи, които позволяват монтиране на допълнителни поддържащи структури, или на шкафове с размер под този на МСТС, напр. 19-инчовите стандартни „чекмеджета“ от Скайлаб, или стандартните „чекмеджета“ на космическата совалка. В страните на стелажа има отвори, които позволяват прекарването през тях на кабели между стелажите. В горната и долната му част са предвидени елементи за монтирането му. Поставени в предната му част релси позволяват монтиране на оборудване или лаптопи. Има и дръжки за удобно пренасяне в наземни условия.

## Други сходни системи
Япония е разработила стелаж, почти идентичен като размери и възможности.